# Lemro
Lemro – rzeka w Birmie przepływająca przez stany Czin i Rakhine. Wpływa do Oceanu Indyjskiego na wschód od Sittwe. Między XI a XV wiekiem Arakanowie zamieszkali w dolinie rzeki i zbudowali tam małe osady. Dolina Lemro słynie ze sztuki naskalnej tego ludu.